# Портативный рекордер

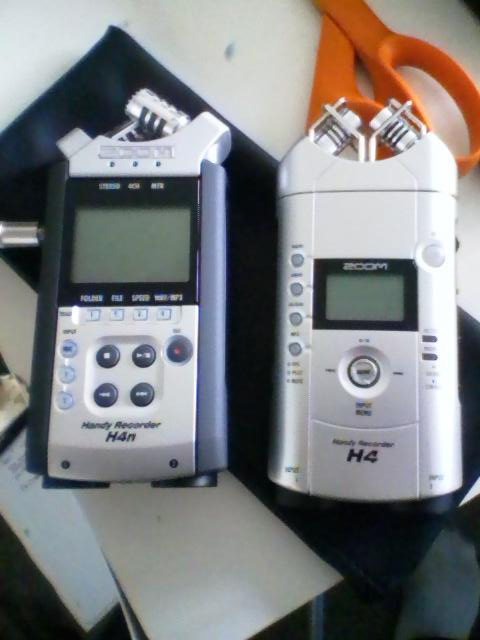
Цифровые портативные рекордеры

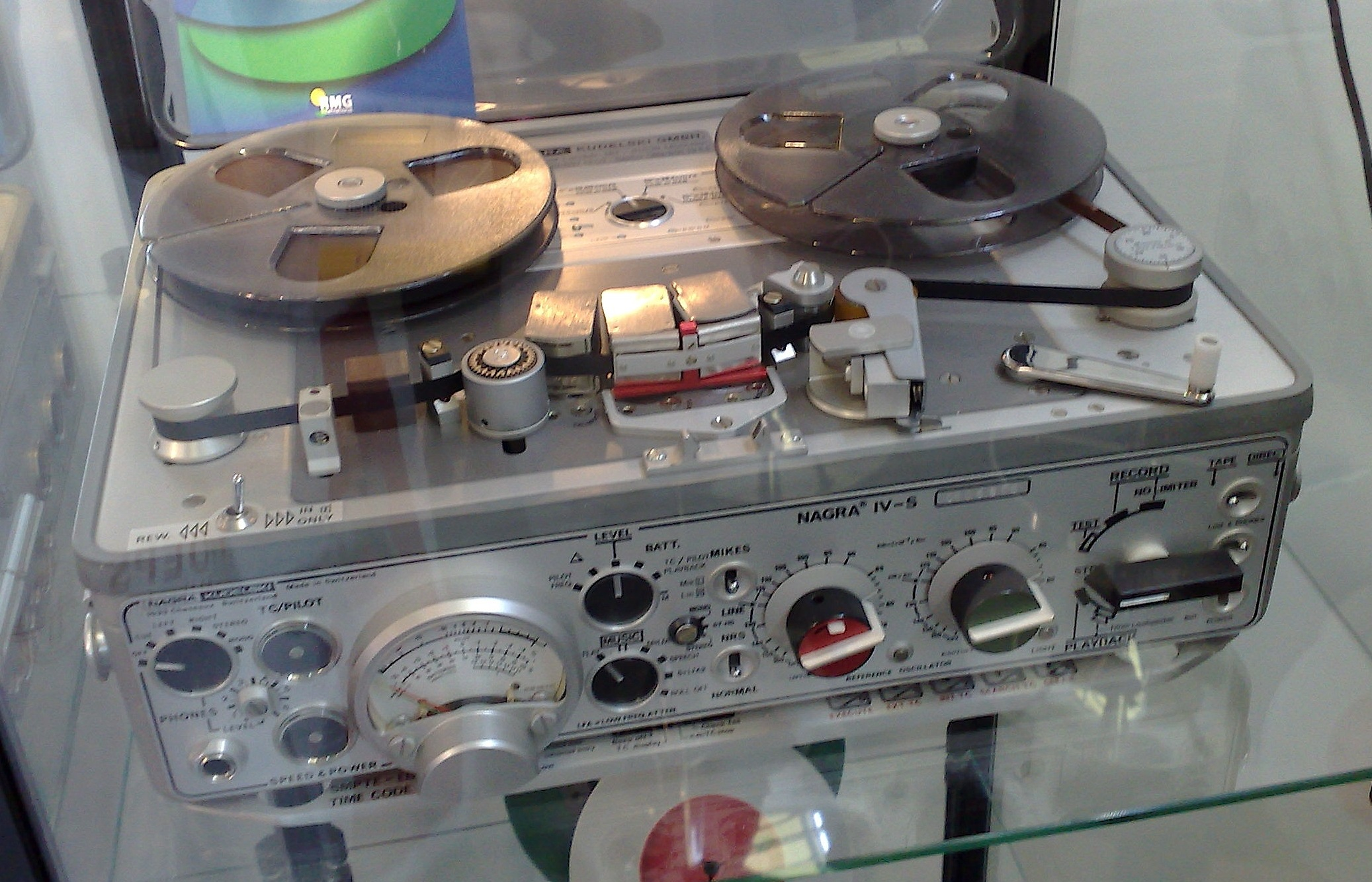
Портативный магнитофон Nagra IV-S

Портативный рекордер — профессиональное устройство, предназначенное для качественной внестудийной записи звука при кинопроизводстве и телерадиовещании. Как правило, может работать автономно от аккумуляторов и оснащено симметричным входом для подключения внешнего микрофона. Основное применение в кинопроизводстве — для записи синхронной фонограммы во время съёмки фильма, ролика или сериала.

## Аналоговые рекордеры
С 1960-х до начала 1990-х годов портативные магнитофоны марки Nagra были де-факто стандартом для записи черновой фонограммы при киносъёмке и однокамерной телевизионной съёмке. Внешне они напоминают уменьшенную копию профессиональных и бытовых катушечных магнитофонов с измерителем уровня звука на лицевой панели. Возможность качественной записи реализована за счет высокой скорости движения магнитной ленты — 19,05 см/с. Также была реализована возможность синхронизации с киносъемочным аппаратом, для чего на отдельную дорожку записывался специальный пилотный тон, впоследствии его заменили тайм-кодом.
Первый прототип NAGRA I был изготовлен ещё в 1951 году. В 1953 году поступил в продажу магнитофон NAGRA II.
Первый стереомагнитофон Nagra IV-S был выпущен в 1971 году. Помимо записи на две дорожки, он имел лимитер, эквалайзер и раздельные регуляторы уровня входного сигнала.

## Цифровые портативные рекордеры
Развитие цифровой звукозаписи позволило разработчикам уменьшить размеры рекордеров, а также предложить запись не только стерео, но и многоканальной фонограммы.

### DAT
В 1987 году компанией Sony был представлен новый цифровой формат звукозаписи DAT (англ. Digital audio tape). DAT задумывался как потребительский звуковой формат, в качестве альтернативы аналогового формата записи на компакт-кассеты, но не получил такого же массового распространения. Однако, формат нашёл широкую поддержку среди профессионалов — за компактность, высокое качество звучания, удобные функции управления, возможность редактирования уже записанного материала, а также из-за невысокой стоимости оборудования и носителей.

### MiniDisc
В 1992 году компания Sony представила формат звукозаписи MiniDisc. Компактные размеры, достаточно высокое качество записи с умеренной компрессией звука, пригодное для радиотрансляции, способствовало распространению формата в репортерской практике.

### Твердотельные носители записи
В начале 2000-х с развитием компьютерной техники, вместо механических носителей стали применяться твердотельные носители, такие как флеш-карты. Это способствовало уменьшению стоимости рекордеров и появлению на рынке доступных моделей.
Устройства оснащаются как встроенными микрофонами, так и входами для подключения внешних микрофонов с возможностью включения фантомного питания. Высококачественные малошумные предусилители вместе с высокоточными аналого-цифровыми преобразователями позволяют получать практически студийное качество звукозаписи при сравнительно миниатюрных размерах рекордеров.

## Основные характеристики
Современные цифровые портативные рекордеры имеют следующие характеристики:
- аналоговые входы, количество которых соответствует числу АЦП. Преобразование звука осуществляется с разрядностью 16, 20 и 24 бита, и частотами дискретизации 44,1/48/96/192 кГц.
  - микрофонные — балансные с разъемом XLR, возможно с фантомным питанием +48 вольт для подключения конденсаторных микрофонов.
  - инструментальные — для подключения электроинструментов
  - линейные — для записи от внешних источников
- аналоговые стереовыходы/выход на наушники
- управление уровнями входного сигнала
- органы управления записью/воспроизведением
- дисплей, отображающий необходимые параметры записи
- дополнительно могут присутствовать:
  - цифровые входы/выходы
  - поддержка тайм кода
  - возможность word-синхронизации и синхронизации c видео
  - блок цифровой обработки звука: компрессор, эквалайзер, реверберация

## Отличие от других устройств
Основным отличием от диктофона является повышенное качество записи, близкое к студийному. Диктофон предназначен для записи речи только для расшифровки текстов без последующего публичного воспроизведения данной записи.
Портастудии отличаются от рекордеров наличием микшера и функции обработки звука. С помощью портастудии можно получить готовый микс непосредственно на месте записи во внестудийных условиях. Рекордеры такой функции не имеют, поэтому полученные записи требуют последующего монтажа в аудиоредакторе.